# Републикански път III-591
Републикански път IIІ-591 е третокласен път, част от Републиканската пътна мрежа на България, преминаващ по територията на области Кърджали и Хасково. Дължината му е 32,6 км.
Пътят се отклонява наляво при 30,3 км на Републикански път II-59 в южната част на село Вранско и се насочва на север по западния склон на източнородопския рид Ирантепе. След като премине последователно през селата Вранско, Ковил и Джанка пътят слиза в долината на река Крумовица, пресича я, минава през село Поточница и завива на запад. При село Студен кладенец завива отново на север, пресича река Арда по преградната стена на язовир "Студен кладенец", навлиза в Хасковска област и продължава на изток и североизток. Преминава последователно през селата Рабово, Голобрадово и Пчелари и на 1,4 км североизточно от последното се съединява с Републикански път III-593 при неговия 23,1 км.
| Пътища, отклоняващи се надясно (населено място, № на пътя, посока на пътя) | Км   | Пътища, отклоняващи се наляво (посока на пътя, № на пътя, населено място) |
| -------------------------------------------------------------------------- | ---- | ------------------------------------------------------------------------- |
| Община Крумовград, Област Кърджали, II-59, 30,3 км, с. Вранско ←           | 0,0  | ← с. Вранско, 30,3 км, II-59, Област Кърджали, Община Крумовград          |
| (за с. Качулка) общински път, с. Ковил ←                                   | 4    | → с. Ковил, общински път (за с. Бараци)                                   |
| с. Джанка                                                                  | 9,1  | → с. Джанка, общински път (за с. Хисар)                                   |
| (за с. Морянци) общински път ←                                             | 15   |                                                                           |
| с. Поточница                                                               | 17,8 | → с. Поточница, общински път (за с. Поточарка)                            |
|                                                                            | 22,8 | → общински път (за с. Студен кладенец)                                    |
| Община Стамболово, Област Хасково                                          | 25,8 | Област Хасково, Община Стамболово                                         |
| с. Рабово                                                                  | 27,5 | с. Рабово                                                                 |
| с. Голобрадово                                                             | 29,4 | с. Голобрадово                                                            |
| с. Пчелари ←                                                               | 31,2 | → с. Пчелари, общински път (за с. Светослав)                              |
| (от 49 км на II-59) III-593, 23,1 км →                                     | 32,6 | → 23,1 км, III-593 (до с. Голям извор)                                    |